# امریکن هومز ۴ رنت
امریکن هومز ۴ رنت (انگلیسی: American Homes 4 Rent) شرکت املاک آمریکایی است، که در سال ۲۰۱۲ توسط بی. وین هیوز تأسیس شد.